# 이서우 (1633년)
이서우(李瑞雨, 1633년 3월 1일 ~ 1709년 10월 14일)는 조선 후기의 문신, 시인, 작가, 서예가이다. 본관은 우계(羽溪), 자(字)는 윤보(潤甫)·휴징(休徵), 호(號)는 송곡(松谷)·송파(松坡)·구계(癯溪)·계옹(溪翁)이다. 1660년 과거에 급제하여 벼슬은 공조참판(工曹參判), 예문관 제학(藝文館提學)에 이르렀으며, 예송 논쟁 당시 남인(南人)의 논객 중의 한사람이다.
고산 윤선도와 백호 윤휴의 문하에서 수학하였으며, 미수 허목(許穆)의 문하에서도 수학하였다. 그는 후일 허목·윤휴의 학통을 이익과 오상렴, 채팽윤, 채제공 등에게로 전수하였다. 본래 대북(大北)계열 집안에서 태어났으나 남인(南人)으로 전향했다. 1651년(효종 2) 생원(生員)이 되고, 1660년(현종 1) 증광문과에 갑과로 급제, 북인가문의 후예라는 이름으로 관직 출사에 제한을 받았으나 문장으로 허목과 윤휴의 천거로 청요직에 올랐다. 이후 남인으로서 1675년(숙종 1) 사간원정언(正言), 1679년 동래 부사(東萊府使)를 지냈으며 서인(西人) 송시열, 김수항의 예론을 비판, 공격하는데 앞장섰다. 1680년 경신환국으로 서인의 공격을 받아 영변에 유배되었다.
1688년(숙종 14년) 의주부윤으로 특별히 임명된 뒤 1689년 기사환국으로 남인이 집권하자 내직으로 돌아와 병조참의로 등용되었다. 1689년 승지(承旨), 사간원대사간, 대사헌 등을 지내고 그 후 황해도 관찰사와 함경도 관찰사로 부임하였다. 1692년 좌의정 목래선(睦來善)의 천거로 예문관 제학(藝文館提學)에 올랐다. 1693년 그해의 증광문과를 감독하였고, 공조 참판(工曹參判)에 이르렀으나 1694년(숙종 20) 갑술옥사(甲戌獄事)로 삭직(削職), 1697년 복관되었다. 시문(詩文)에 뛰어나고 글씨로 이름이 높았다. 생전 조선에 유입된 안경을 목격하고 안경에 대한 시를 남기기도 했다.
외직으로는 경기도, 황해도, 경상도, 강원도, 함경도의 관찰사를 역임했고, 청렴하여 강릉, 부령, 동래부사로 재직중 선정을 베풀어 인정비가 세워졌다. 서예와 글씨에 능하여 여러 명인들의 비문과 행장을 찬하였다. 사복시 첨정 증 예조판서 이경항(李慶恒)의 아들이다. 문인 국포 강박은 그의 외손이고, 이익의 문하이자 천주교비판론자인 신후담은 그의 외증손이다. 발해고의 저자 유득공은 그의 외외증손이 된다. 윤선도, 이민구, 허목, 윤휴의 문인이다.

## 생애

### 생애 초기

#### 출생과 가계
이서우는 1633년(인조 11) 3월 1일 이경항(李慶恒)과 전주이씨의 4남 4녀 중 넷째 아들로 한성에서 태어났다. 본관은 우계(羽溪)이고 자는 윤보(潤甫), 호는 송곡(松谷)이다. 당색으로는 대북 계열의 가문에서 태어났다. 이감(李戡)의 4대손으로 이성헌(李成憲)의 증손이며, 할아버지는 이길남(李吉男)이고 아버지는 사복시첨정으로 사후 증 예조판서에 추증된 이경항(李慶恒)이고 어머니는 조선 태종의 차남 효령대군 이보(孝寧大君 李補)의 7대손으로 수군절도사 이경유(李慶裕)의 딸이며 이경록의 조카딸인 전주이씨(全州李氏)이다.
그가 태어날 때 형 이덕우(李德雨), 이가우(李嘉雨), 이희우(李喜雨)와 후일 윤사로의 후손인 감사(監司) 윤득열(尹得說)의 후처로 출가한 누나 이씨, 둘째 누나는 요절, 그밖에 성종의 왕자 익양군 회의 후손 진사 이서규(李瑞圭)에게 출가한 누나 이씨 및 또한명의 누이 등이 있었다. 둘째 형 이가우는 동명 김세렴(東溟 金世濂)의 사위이며 반계 유형원과는 처사촌-사촌매부간이자 절친한 친구이기도 했다. 이가우는 초시에 1등으로 합격하였으나, 부친의 3년상을 마친 뒤 일찍 요절하고 만다. 반계 유형원이 이가우의 행적을 기록한 《이자시전 (李子時傳)》을 썼으나 이자시전은 실전되어 현재 전하지 않는다. 1687년에 사망한 형 이덕우에게는 이일관(李日觀)이라는 아들이 있었는데, 무관(武臣)으로 활동했다. 이일관은 1680년의 허영, 허새의 옥사로 남인이 몰락할 때 무관으로서 보사원종공신에 책록되었다. 이희우는 사마방목과 효령대군파 족보에 이름만 전하고 행적은 전하지 않는다.
그의 집안은 훈구파와 북인 대북 계열이었으나, 그의 외당숙인 완풍부원군 이서(李曙)는 인조반정에 가담한 반정 공신이자, 서인 중진 문신이었다. 따라서 그의 아버지 이경항은 처사촌인 이서가 힘을 써주어 불이익을 받지 않을 수 있었다. 그러나 1642년 할머니 하동정씨의 상을 당한 뒤, 1643년(인조 21) 10세에 아버지를 잃고 1644년 할아버지 이길남이 죽고, 1646년에는 둘째 형 이가우가 사망하였다. 그밖에 그의 둘째 누이 역시 일찍 요절하였다. 그는 홀어머니와 두 형 슬하에서 고학을 하다가 남산골로 독립하였다.
그의 초기 행적은 자세하게 전하지 않는다. 다만 유년시절부터 교류하던 친구로는 오리 이원익의 증손 이상현(李象賢)이 있었고, 소년시절에 만난 친구로는 그보다 3년, 5년 연상인 이은진(李殷鎭)과 이하진(李夏鎭)이었다. 이 중 이은진은 그와 같이 유람, 여행을 다니며 시문을 주고 받을 정도로 절친했으나 일찍 죽고, 매산 이하진, 이상현과 평생 교류하였다. 이서우의 문집 송파집 중에는 이하진, 이상현과 주고 받은 편지들, 그가 직접 지어준 소릉공이상의 묘지문을 비롯한 이하진 집안의 묘지명, 신도비문 등도 수록되어 있다.

#### 고학 시절
고산 윤선도의 문하에서 학문과 시문을 수학하였고, 이수광의 아들인 동주 이민구의 문하에도 출입하며 수학하였다. 이후 백호 윤휴의 문하에도 출입하여 가르침을 청한다. 그 뒤 성인이 된 뒤에는 남산골에 거주하며 학문에 전념하였다. 나중에는 일찍이 아버지 이경항과 한 동리에 살았던 미수 허목(許穆)의 문하에 찾아가 수학하였다. 허목은 그의 아버지 이경항의 묘비문을 직접 지어주기도 했다. 후일 그가 관료생활을 할 때 북인 출신이라는 이유로 허적, 권대운 등의 공격을 받게 되자 그의 스승인 허목과 윤휴가 나서서 그를 변호하고 감싸주었다. 특히 스승 윤휴로부터는 실학자 지봉 이수광과 동주(東洲) 이민구(李敏求)의 시문과 학문을 계승하였다.
청년시절 이은진과 같이 유람을 다니기도 했고 그와 시문을 주고받았다. 그러나 이은진은 병으로 일찍 죽고 매산 이하진(梅山 李夏鎭), 이상현 등과 오래 교류하였다. 청년시절 만난 박신규(朴信圭)는 친구이자 정치적 동지였고 그가 지방관 부임 시에는 송별시와 영전축하 시를 보냈다. 박신규의 딸 중 한명은 셋째아들 이홍관과 결혼시켜 사돈이 된다. 그외에도 이하진의 종손뻘 되는 이진휴(李震休)와도 교류하였다. 후에 이서우의 문하생 중에 이정휴(李井休)가 있었는데, 이정휴는 이하진, 이은진의 넷째 백부 이지정(李志定)의 증손이었다. 이정휴는 그가 지은 그의 조부 이길남의 묘비문을 자신의 글씨로 써 주기도 했다.
그밖에 희암 채팽윤(希庵 蔡彭胤), 창설재 권두경(蒼雪齋 權斗經) 등과도 교류하며 시문을 주고 받았다.

### 관료 생활

#### 과거 급제

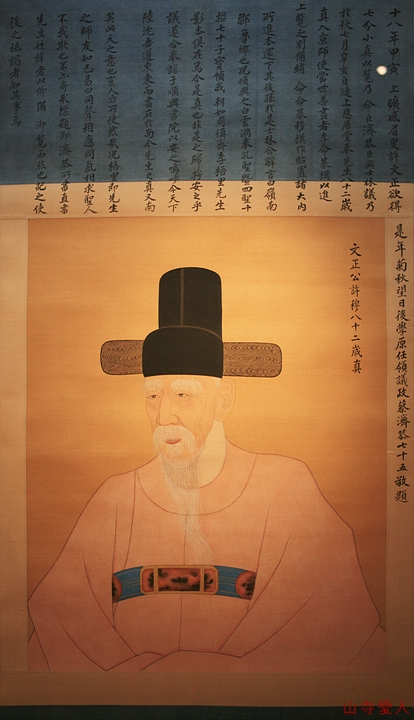
미수 허목 초상
(스승이자 정치적 후견인이었다.)

1650년(효종 1년) 심광위의 딸 청송심씨와 혼인하였다. 1651년(효종 2년) 생원시험에 합격하여 생원(生員)이 되고, 성균관(成均館)에 들어가 성균관유생이 되어 수학하였다. 1653년 효종이 친히 주관한 관학제생제술(館學諸生製述) 우수자 12명 중 9등으로 선발되어 종이 4장, 붓 4장, 먹 3장을 하사받았다.
1660년(현종 1년) 9월 성균관유생으로 있을 때, 과제(課製)에 1등하여 바로 전시에 응시할 수 있는 자격이 주어졌으며, 1660년 10월 10일의 증광문과(增廣文科)에 갑과(甲科)로 급제하였다. 이후 직장(直長)을 지냈다. 그해 한성부참군에 임명되었다. 그해 승정원에 바치는 삭서(朔書)를 전문(篆文, 고대 문자)으로 썼다가 승지 조윤석(趙胤錫)의 탄핵을 받고 문초받았다. 1661년 북방 국경을 넘다가 체포된 죄인 중 성원(成元)이 옥사하자, 시신 검시 문제에 연루되어 1662년(현종 3년) 개차되었다. 1663년 부사정으로 복귀하고, 이듬해 승정원 사변가주서, 사옹원직장, 승정원주서를 지냈다.
글을 잘 짓는다 하여 칭찬을 받았으며, 이후 남인의 저격수로 청남에 가담하여 활동하였다. 청남은 허목과 윤휴가 영수로 '오정창·오정위·오시수·이무·조사기·이수경(李壽慶)을 중심으로 장응일·정지호·남천한·이서우 등이 '매와 사냥개'처럼 전위 역할을 담당하였다. 이들은 삼복(三福)이라 하여 인평대군의 세 아들인 복창군·복선군·복평군을 끼고 후일을 대비하였다' 한다.
1664년 여러번 승정원 가주서로 입직하였다. 1665년(현종 6년) 여름 이하진 같이 한성부 북서(北署) 지방을 여행하였다. 그해 말 성균관전적이 되었다.
1667년 모친상을 당했다. 1668년(현종 9) 통훈대부 행성균관전적을 거쳐 성환역찰방(成歡驛察訪)에 임명되어 부임하고, 1669년 함경도 고산역(高山驛)의 찰방으로 발령되었다. 

#### 관료 생활 초기
1670년(현종 11) 사직 후 금강산을 유람하고 이듬해 11월 경기도 마전현의 미수 허목(眉叟 許穆)을 찾아가 가르침을 청하였다. 1673년까지 허목의 문하에서 수학하다가 떠나올 때 허목에게서 오언율시로 된 8폭의 전서와, 병풍을 선물로 받았다. 특히 그는 서예가로서 미수서체(眉叟書體)를 평생 연습하였다. 1673년 평안도 용강현감(龍岡縣監)으로 부임하였다.
1675년(숙종 1) 5월 문장에 재주가 있다 하여 경연에서 스승인 허목, 윤휴 등의 추천을 받았다. 같은 5월 정언에 천거되었으나, 대북이었던 이경항의 아들이라는 이유로 일부 남인들의 반발이 거셌으나 허목이 강하게 관철시켜 성사되었다. 그해 7월 허적, 권대운 등의 반대가 있었지만 허목은 자신이 이서우의 아비 이경항과 같은 마을에 살았지만 그가 대북의 흉론에 물들지 않았다며 그를 변호하였다. 1675년(숙종 1) 7월 사간원정언이 되어 인조반정 이후 대북가문출신으로는 처음으로 청직(淸職)에 올랐다. 그러나 1675년 12월에도 허적 등은 이경항이 대북의 당원이었다는 의혹을 제기했고, 허목, 윤휴가 그를 두둔하여 무마되었다.
그가 삼사의 청요직에 중용되자 그의 아버지 이경항이 광해군 때 대북 인사였음을 들어 반대하였다. 그러나 허목과 윤휴가 번갈아가며 그를 삼사 언관의 적임자로 추천하였다. 이때 허목은 "신이 그 아비와 더불어 같은 마을에 살았으므로, 그가 끝내 흉론(凶論)에 물들지 아니하였음을 압니다"하며 그를 감쌌고, 묵재 허적은 "신이 듣건대, 그 아비가 이이첨(李爾瞻)에게 친압(親押)받았다고 하는데, 지금 우상(右相)의 말이 이와 같으니, 신은 전해 들은 것에 지나지 아니하고 우상은 눈으로 본 것입니다. 그렇다면 우상의 말이 옳습니다. 우상이 어찌 한낱 이서우를 위하여 감히 전하를 속이겠습니까?"라며 그의 중용을 반대하였으나, 허목의 변호로 무사하였다. 5월 경연에서 허목의 천거를 받았다.
1675년(숙종 1년) 7월 22일 사간원정언이 되었다. 그 해 서인 송시열(宋時烈)의 예론과 그에 적극 동조한 김수항(金壽恒)을 공격하였으며, 7월에는 허적 등 대신을 공격하는 이수경을 두호하다 파직당하였다. 그러나 그해 8월부터 왕과 청대한 우의정 허목의 극력 변호와 설득으로, 동년 10월 9일 이수경과 함께 곧 복직되었다. 이어 10월 11일 윤휴의 추천으로 홍문록에 오르게 되었다. 이때 허적이 다시 그의 아버지 이경항이 대북이었던 점을 들어 1623년 이후 대북파, 대북계열인 사람들의 출사가 금지되었던 점을 지적하기도 했다.

#### 관료 생활

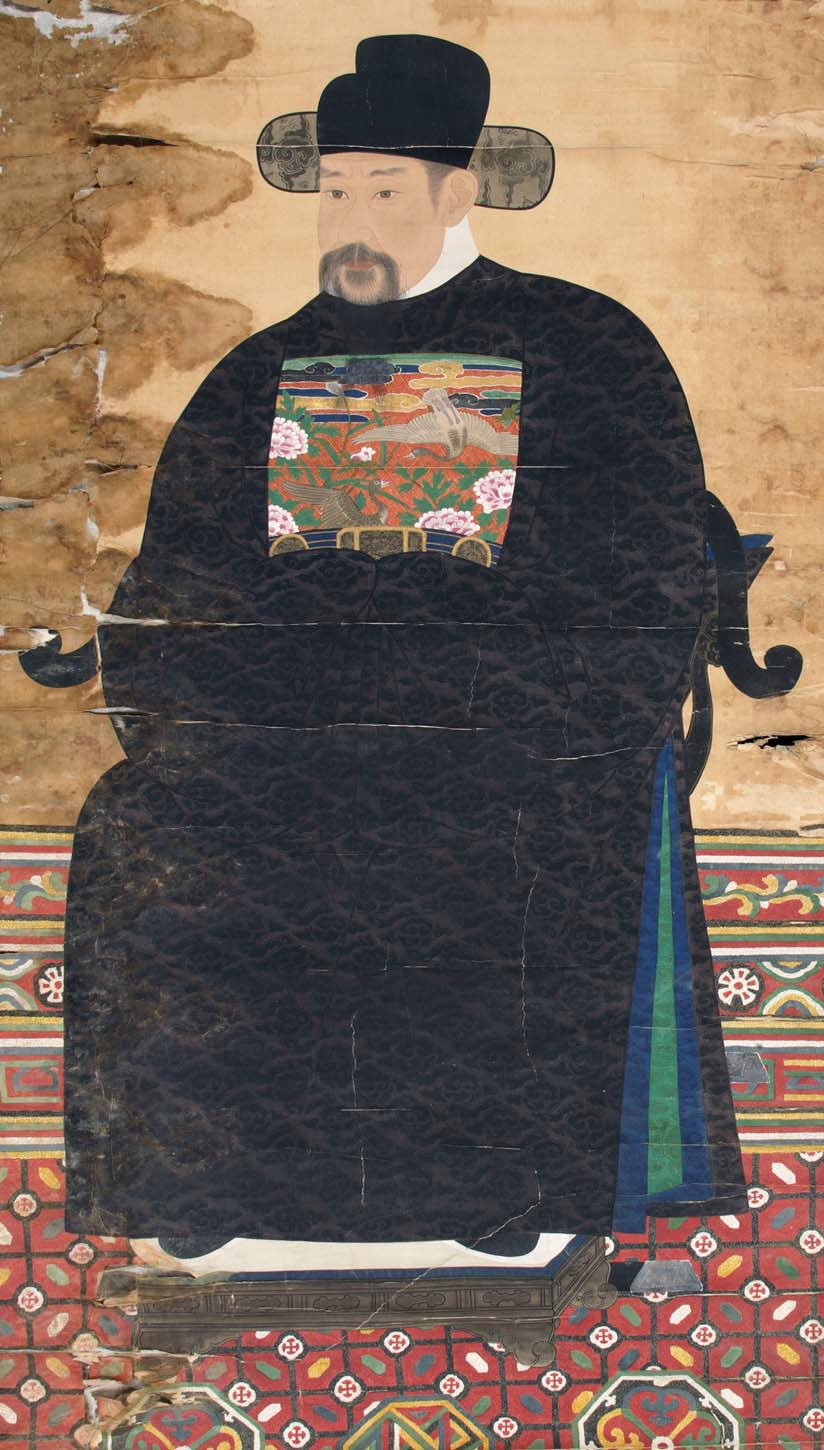
백호 윤휴
(스승의 한사람이자 청남의 영수로 그를 후원하였다.)

묵재 허적
(탁남의 영수로 그의 아버지가 대북 가문인 것을 문제삼았다.)

남인 내에서도 허적 등은 그의 아버지 이경항이 광해군 때의 대북 당원이었다며 의혹을 제기하였으나, 허목, 윤휴 등이 번갈아가며 그를 옹호하였다. 그해 10월 허목, 윤휴의 추천을 받아 홍문록에 천거되었고, 10월 11일 윤휴에 의해 도당록에 추천되었다.
1675년 성균관사예를 거쳐 1675년 12월 11일 사헌부 지평(司憲府 持平)이 되었으나 여러 번 소패(召牌)를 어긴 책임을 지고 스스로 사직을 청한 뒤 물러가서 처분을 기다렸다가. 이때 남인 허적과 서인(西人)은 경연에서 그를 비판하였고 아버지 이경항의 과거까지 문제삼았으나, 미수 허목(許穆)의 변호로 무사하였다. 이후 그는 허목과 윤휴의 비호를 받았으며, 그의 글재주를 높이 산 허목과 윤휴가 번갈아가며 그를 추천하여 삼사의 요직에 임명되었다. 12월 26일 다시 사간원정언이 되었다.
1676년(숙종 2년) 1월 만과 설치와 종이호패 발급의 폐단을 지적하여 폐지하게 하였다. 만과 설치 이후 백수들이 헛된 꿈을 바라는 일이 늘어났으며, 종이 호패는 흉년기에 발급하면 안된다는 것이었다. 그 뒤 성균관 사예를 거쳐 병조정랑으로 비변사낭청이 되었고, 1676년 7월 청나라에 파견되는 진하사(進賀使) 겸 인조반정 변무사로 정사 복선군 이남(福善君 李柟), 부사(副使) 정석(鄭晳)이 파견될 때 이서우는 서장관(書狀官)에 선발되어 연경에 왕환하고 12월 23일에 귀국하였다.
귀국 후 1677년 초 낭성군수(琅城郡守)로 부임했다가 1677년 10월 4일 사헌부 장령이 되었다. 그해 12월 다시 사헌부 장령이 되었다. 그 뒤 비변사의 낭관을 거쳐 1678년(숙종 4) 3월 8일 성균관직강(成均館直講)으로 그해의 정시(庭試)의 대독관(對讀官)이 되어 시험을 주관하였다. 6월 16일 다시 사헌부 장령이 되었다. 이후 서인과 남인에서 여러 번 그의 아버지 이경항의 전력을 문제삼았으나 이때에도 허목과 윤휴가 번갈아가며 이서우를 두둔하였다. 이서우는 서인 송시열, 송준길, 김수항 등의 예론이 예를 거슬린다며 비판, 규탄하였다.
1678년(숙종 4) 가을 숙종의 명으로 경상도 경차관(敬差官)의 한 사람에 임명되어 동래에 간 뒤 경상도 남부지역을 순회하고 되돌아왔다. 한성에 왔다가 이듬해 1월 동래부사로 임명되어 내려갔다.

#### 2차 예송 논쟁
1679년(숙종 5) 1월 25일 동래 부사(東萊府使)로 재직하면서 그는 향토지인 《장산후지 (萇山後誌)》, 《동래승람후지 (東萊勝覽後誌)》를 편찬, 발간하였다. 이후 강릉부사, 부령부사, 청주목사 등을 지내고 서인 송시열, 김수항의 예론을 비판, 공격하는데 앞장섰다. 서인 송시열(宋時烈)의 예론과 그것을 따르는 김수항(金壽恒)을 공격하였으며, 7월에는 허적 등 대신을 공격하는 이수경을 두호하다 파직당하였다. 그러나 허목의 변호로 복관하였다. 그 뒤 청나라에 파견되는 동지사의 서장관으로 연경에 다녀왔다.

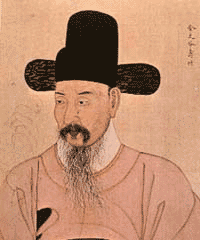
정적 김수항

이후 남인으로 생활하다 1678년 다시 사헌부 장령이 되었다. 1678년 부호군으로 다시 비변사낭청이 되었고, 1679년 1월 25일 동래부사로 나갔다. 동래부사 재직 중 1679년 조선에 귀화한 차왜(差倭)와 함께 왜인 거주지를 측량하여, 조선 내 체류중인 관왜들에 대한 새로운 보행한계(步行限界)를 조약으로 정하여 출입을 제한시켰다. 이후 청주목사로 전임되었다.

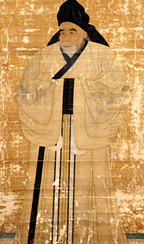
우암 송시열

1680년(숙종 6년) 3월 경신환국이 단행되고, 그해 4월 김석주(金錫冑) 등으로부터 복선군 남, 복평군 연과 친하게 지낸다는 이유로 탄핵을 받았다. 경신환국 이후 서인의 맹공격을 받고 그해 6월 동래부사에서 면직되었다. 그해 9월에는 김수항으로부터 그가 오정창(吳挺昌)의 심복인데 홀로 죄를 받지 않았다며 공격당하였다. 그 해 10월 서인에 의해 홍수의 변 관련자인 오정창의 심복으로 지목되어 함경도 부령(富寧)으로 유배되었다가 다시 영변으로 이배당하였는데, 누명을 쓰고 유배되면서 그는 우울한 심사를 시로써 달랬다. 
부령 유배 직후 처음 관노의 집에 거처하다가 부령 청암동으로 배소가 정해졌다. 유배생활 중 친구 이하진의 부음을 듣고 장례식에 참석하지 못하여 추모하는 글을 지어보냈다. 유배생활 중 그는 북평사 홍만조(洪萬朝), 조지석(趙祉錫) 등과 교류하며 시문을 주고받았다. 1683년(숙종 9) 2월 특별히 배소에서 석방되어 풀려난 뒤 광주군 중대면 송파리에 체류하다가 다시 광주군 신원리로 가서 칩거하였다.
1687년(숙종 13년)부터는 동리 아이들과 집안의 아이들을 데려다가 글을 가르쳤다. 1688년(숙종 14년) 5월 2일 특별히 의주부윤(義州府尹)으로 부임하였다. 이서우는 외직에 여러 번 물망에 올랐다. 그러나 당색이 남인이었던 까닭에 서인의 줄기찬 반대로 무마되었다. 1688년 5월서인들이 주관한 비변사 회의에서 의주부윤에 천거되었을 때는 서인들도 반대하지 않아 그해 5월 2일 의주부윤으로 취임할 수 있었다. 그러나 의주부윤 재직 중 의주로 유배된 복선군(福善君) 이남(李柟)과 시문을 주고받았다는 이유로 그해 6월 13일 영의정 남구만, 부제학 최석정(崔錫鼎) 등의 비판을 받고 바로 면직되었다.

#### 복관과 인현왕후 폐위 전후
1689년(숙종 15년) 1월 왕자 균의 원자정호 문제로 2월 6일 기사환국으로 남인이 정권을 잡자 내직으로 돌아와 병조참의(兵曺參議)로 등용되었다. 바로 승지(承旨)가 되었고, 2월 15일 다시 승지로 재임명되었으며 바로 병조참의가 되었다. 바로 그는 스승 윤휴의 제문을 지어 보냈다.
| “ | 호랑이가 사람을 잡아먹지만 / 虎狼雖食人 사람이 또한 호랑을 죽인다네 / 人亦殺虎狼 뜬구름이 벌써 사라지고 / 浮雲已消散 태양이 다시 밝았어라 / 白日重晶光 경신년에 포악하고 잔인한 무리들 / 猴年虎冠輩 오늘날 편안히 지내는 자 누구인가 / 問誰今安康 귀신과 사람의 주벌을 받아 / 陰誅與顯戮 잇달아 모두가 죽었구려 / 相續皆淪亡 야유하던 자 죽임을 당하자 백성들이 통쾌히 여기는데 / 揶揄萬姓快 그들에 대한 욕설 천추에 영원하리 / 詈罵千秋長 이들이 어찌 억울하게 죽은 사람들만 하겠는가 / 豈如寃死人 은총의 교지와 제문을 내렸어라 / 絲綸下恩章 관직을 회복시키고 제사를 내리며 / 復官賜祭奠 자손들을 기록하여 조정의 반열에 오르게 하였네 / 錄子登朝行 죽은 사람 산 사람이 모두가 그지없이 감격하건대 / 幽明交感極 이에서 또 어떠한 소망이 있겠는가 / 毫髮復何望 그 중에서도 백호옹은 / 就中白湖翁 영혼이 유독 애절하여라 / 英魂獨悲傷 그가 논한 예는 임금의 종통을 인용하였고 / 其禮引聖庶 그가 지닌 뜻은 제갈량의 일이었어라 / 其志乃南陽 군신의 계합이 우연한 것이 아니었건만 / 契合非偶然 경륜을 다 펴지 못하였네 / 經綸未渠央 뜻을 이루지 못하고 예를 밝히지 못하니 / 志閼禮未明 천운이 어쩌면 그리도 아득한가 / 天運何茫茫 아서라 천운이야 어쩔 수 없거니 / 已矣無奈天 무엇 때문에 부질없이 슬퍼할 건가 / 胡爲漫回腸 아서라 천운이야 어쩔 수 없거니 / 已矣無奈天 무엇 때문에 부질없이 슬퍼할 건가 / 胡爲漫回腸 | ” |

그해 윤 3월 다른 남인 신료들과 합계하여 송시열을 사형에 처할 것을 주장하였다. 이후 4월 23일 승지가 되었다. 이후 예조참의가 되었다가 8월 3일 다시 승지에 재임명되었다. 1689년 10월 3일 사간원 대사간, 사헌부 대사헌, 10월 23일 다시 승지가 되었다. 그 후 함경도 관찰사, 홍문관 대제학과 예문관 대제학, 사헌부 대사헌 등을 두루 지냈다. 이 기간 중 그는 서인이 잘못된 예론을 고치지 않는다며 서인을 공격, 성토하였다.
1690년(숙종 16년) 1월 10일 승정원 도승지(都承旨), 이후 오위도총부 부총관을 지냈다. 그 뒤 김수항, 송시열을 탄핵하면서 김수항, 송시열 등의 서인을 공격하는데 앞장섰으며, 인현왕후 민씨(仁顯王后 閔氏)의 폐출 때는 승지로 있으면서 숙종의 뜻을 받들었다. 1690년 5월 함경도 관찰사 겸 병마수군절도사(咸鏡道觀察使兼兵馬水軍節度使)가 되어 도순찰사(巡察使)，함흥부윤(咸興府尹) 등을 겸직하였다. 함경도관찰사 겸 병마수군절도사로 재직 중 1691년 4월 인삼에 대한 행정처리 잘못과, 인삼 채취를 목적으로 월경하는 백성들을 통제하지 못했다는 이유로 비변사로부터 탄핵을 받고 삭직당하였다.
1691년(숙종 17년) 민암이 대제학직에서 사직하자 그 후임자의 물망에 올랐으나 낙마했다. 그는 가야산 해인사에 들러 최치원의 시에서 구절 몇자를 바꾸어 송시열을 비판하는 시를 남기고 올라왔다. 1692년 10월 2일 의정부좌의정 목래선의 건의로 서용의 명령이 내려졌다.

### 생애 후반

#### 갑술환국과 복권
1692년(숙종 18년) 10월 의정부좌의정 목래선(睦來善)에 의하여 문장으로 천거받아 예문관 제학이 되었으며, 동년 10월 5일 공조참판이 되었다. 그러나 사양하고 10월 14일까지 계속 거듭 상소를 올렸다. 11월 21일 다시 승정원도승지가 되었으나 그해 12월 26일 손자의 질병을 이유로 도승지직 사직을 청하여 수락되었다. 1693년(숙종 19) 3월 예문관제학이 되고, 같은 3월 제학으로 특진관이 되어 그해의 무과 2소 참시관, 증광과 사마시 주시관, 문과 회시 참시관이 되었으며, 6월 승문원제조가 되었다. 3월 4일에는 예문관제학(藝文館提學)으로 식년시 생원진사시 2소의 시험관이 되었다.
1693년 9월 9일 황해도 관찰사(黃海道觀察使)로 나아갔다가, 9월 26일 경상도 관찰사(慶尙道觀察使)로 발령되었다. 다시 공조 참판에 이르렀으나 1694년 4월 1일 갑술옥사로 서인이 집권하자 파직, 삭출당하고 4월 16일 문외출송(門外黜送)되었다가 1695년 다시 숙종의 사면령이 내려졌으나 승지 이야(李壄) 등의 반대로 무산되었다. 이후 그는 청계산(淸溪山) 근처에 머무르다가 각지를 유람했다. 이때 군역의 폐단이 심하여, 어린아이와 노인에게까지 군포(軍布)를 징수하여, 남자 아이를 낳으면 죽이거나 산 채로 묻는 참혹함을 목격하고 기록을 남기기도 했다. 그밖에 기근과 흉년으로 굶주림과 성밖에 시체가 쌓이는 것을 몇 수의 시로 남기기도 했다.
1697년(숙종 23년) 4월에 석방명령을 받고 풀려나 복관되었다. 그 해 남인을 등용하는 정책을 펴던 소론 재상 최석정(崔錫鼎)에 의하여 청백함을 인정받아 서용을 건의하였으며, 1698년 2월 숙종으로부터 서용(敍用)하라는 명령이 내려졌지만 현직에 나가지는 못했다. 시문에 뛰어나고 글씨로 이름이 높았다. 이후 청계산 근처로 낙향해 생활하였다. 그해 2월 25일 숙종은 승정원에 전교하여 그의 서용을 명했다.
그는 송시열과 김수항 등이 진리를 호도하고 학문의 자유를 가로막고 권력으로 자신들의 사론을 관철시킨다고 계속 비판하였다. 그밖에도 그는 서인의 북벌론에 대해 효종이 송시열에게 내려준 초구를 개가죽에 빗대어 조롱하기도 했다. 그는 비변사로부터 여러번 지방관 직의 물망에 올랐지만 번번히 낙마하고 만다. 1700년(숙종 26) 2월 3일 신임 강화부유수 적임자를 천거할 때 의정부우참찬 이현석이 그를 추천했지만 거절당했다.

#### 만년
1701년(숙종 27년) 8월 희빈 장씨가 인현왕후를 저주했다는 이유로 체포, 투옥되면서 장희재를 비롯한 남인 인사들이 처형당하고, 그는 금고령을 받았다. 그해 10월 8일 희빈 장씨가 사사된 뒤 다른 남인 당원과 함께 사면되지만, 더 이상 관직에 나가지 않았다.
이후 광주 청계산 철곡 근처 신원리로 낙향하여 만년에는 후학에게 학문과 시문을 가르치는 일로 소일했다. 청계산 동쪽에는 형 이가우의 외손들이 살고 있었다. 시(詩)에 뛰어나고 서도(書道)로도 알려졌다. 처음에는 동리 아이들과 집안 아이들을 가르치다가 남인 청년들이 찾아왔다. 연초재 오상렴(燕超齋 吳尙濂), 희암 채팽윤(希菴 蔡彭胤), 약산 오광운(藥山 吳光運), 학고 김리만(鶴皐 金履萬), 국포 강박(菊圃 姜樸), 이정휴(李井休), 이수대, 권두경, 이병휴 등이 그의 문하에 찾아와 시와 학문을 배웠다. 창설재 권두경, 이정휴 등도 그의 문하에 찾아와 시문의 지도를 받았다. 성호 이익 역시 그의 문하에 출입하여 학문을 배웠고, 이는 안정복, 강박, 신후담, 채제공 등에게로 이어진다. 그는 윤선도, 이민구 등의 시문과 학문을 후대에 전하는 역할을 하였다.
오상렴(吳尙濂)은 1704년(숙종 30년) 스물 다섯 살 때 김리만(金履萬) 등과 함께 송곡 이서우에게 시를 배웠다. 그러나 오상렴은 1707년 이른 나이에 요절하였다. 만년에는 성호사설을 지은 실학자 성호 이익(星湖 李瀷)도 그의 문하에 찾아와 자주 출입했다. 그는 이서우를 찾아 뵌 이후, 공부하다 모르는 점이 있으면 그에게 자주 묻고 배웠는데, 이익은 이서우를 '사백'(詞伯)이라 칭하면서, 아버지의 친구이자 자신의 스승인 이서우를 존경하고 가르침을 받았다.『星湖僿說』에는 이익이 이서우에게 가르침을 청하거나 자신이 공부한 것을 검증받는 등의 내용을 기술하였다.
저서로 《송파문집》(松坡文集) 20권과 《강사》(康史) 2권, 《장산후지》 (萇山後誌). 《동래승람서후지》(東萊勝覽書後誌), 호랑이에 관한 자료를 편역한 《호사》 등이 있으며, 호사는 현재 내용이 전하지 않는다. 작품으로는 김포 문수사(文殊寺) 풍담대사비(楓潭大師碑)의 전액이 유필(遺筆), 예산군 불산면 본점리 의정부영의정 이의배(李義培) 신도비의 수액, 이상의의 소릉문집 서문 등이 남아 있다.
1705년(숙종 31년) 장남 이정관과 셋째 형 이희우(李喜雨)의 죽음을 보았다. 또한 자신이 20여 년 이상 단골로 다니던 주막의 주모가 60세를 일기로 사망하자 7언 율시를 지어 추모하였다. 1709년(숙종 35년) 10월 14일에 과천 청계에서 사거했다. 승정원일기에 의하면 곧 경기감사가 서계를 올려 그의 죽음을 알렸고, 10월 17일 예조에서 조제와 부의를 법전대로 내려줄 것을 상주하여, 숙종이 승인하였다. 그의 나이 향년 76세였다.

### 사후
경기도 광주군 언주면 원지리 철곡(현 서울특별시 서초구 원지동 산 83-2번지 철곡) 유좌의 부인 청송심씨 묘소 옆에 안장되었다. 그의 묘소 위에는 종조부 이명남, 재종조부로 임진왜란 때 전사한 이복남의 의관과 갑옷을 묻은 허묘와 그 부인 청주한씨의 합장묘, 고조부 이광식의 묘소가 연이어 있다. 그의 묘소 남쪽에는 2011년 건립된 서울추모공원이 있다. 서초구 원지동 산 83-2번지 철곡 근처에 있던 다른 일가의 묘역은 강원도 원주시 부론면 단강1리 작실부락, 그의 사당 근처로 이장되었다.
1701년 남인의 몰락 이후 두 서자 이익관, 이순관과 서녀 사위 민관효가 1728년(영조 4년) 이인좌의 난에 연루되면서 그의 가계는 몰락하였다. 셋째 아들 이홍관은 처형당하고, 괘서를 돌리는데 가담한 이익관, 이순관 형제는 능지처참당하고 가산을 적몰당했으며, 이인좌를 도운 서녀 사위 민관효 일가 역시 처형당하고 가산은 적몰당한다. 이들의 후손들은 서손 이계강, 이철강 등을 비롯, 극변의 노비로 끌려가게 된다. 그밖에 이정관의 아들 이번 등도 연루되어 극변에 노비로 끌려갔다가 석방된다.
이서우 역시 역모로 연좌되어 추탈당했다. 그의 두 아들 이정관과 이석관은 이전에 사망했으므로 화를 모면하였으나 그의 적손들 역시 뿔뿔이 흩어져 경상북도 성주와 강원도 원주 등으로 흩어졌다.
1745년(영조 21) 10월에는 을축 괘서 사건에 그의 손자이자 이정관의 아들 이심이 연좌되어 처형되면서 그의 가계는 몰락했고, 외손 강박, 외증손 신후담 등도 연좌되어 출사에 제한을 받게 된다. 1728년(영조 4) 이인좌의 난으로 관작을 추탈당했다가 정조 때 남인이 집권하면서 1795년(정조 19년) 10월 다시 복권되었다. 외손자 강박은 큰아버지 강석번의 양자로 입양되었는데도, 이익관, 이순관에 연좌되어 관직 출사에 불이익을 받았다. 그의 외증손 중에는 천주교비판론자인 신후담도 있고, 발해고의 저자 유득공은 홍이석에게 시집간 그의 딸의 외손자였다.
그는 사후 남인 학문과 시맥의 정통이자 남인 문단의 종장으로 추숭되고 훗날 채제공에 의해 허목-이서우-이익으로 남인 학문, 시문의 법통으로 규정되었다. 그의 문집은 외손 국포 강박이 정리했고, 강박의 손자 강세륜과 강세백이 재정리하여 간행하였고, 이서우의 직계 후손들에게 전해주었다. 1995년 연세대학교에서 국역으로 간행되어 알려졌다. 강원도 원주군 부론면 단강리 작실에 그를 제향하는 영정각이 세워졌다. 매년 3월 1일 원주군 부론면 단강리 영정각에 다례를 올리고 있다. 1995년 8월 후손들에 의해 묘비가 다시 수립되었다.

## 저서와 작품
그의 작품 중에는 실전되어 전하지 않는 것도 있다. 다산 정약용은 자신의 시(詩)에서 이서우의 불행을 언급했는데, "이서우는 우서당과 비슷한 이로 정밀하고 곱기는 우세했건만 불행곤궁 사후까지 이어졌기에 남긴 초고 대부분 전하지 않는다.(松谷似西堂,工緻勝濃姸.厄窮逮身後,草藁多不傳.)" 하였다.1
그의 시 일부를 모은 소책자로 《전제 (筌蹄)》(조선 말기, 간행년대 미상)이 전한다.

### 저서

이서우의 시

- 《송파문집》(松坡文集) 20권
- 《강사》 2권
- 《장산후지(萇山後誌)》[17]
- 《동래승람서후지(東萊勝覽書後誌)》[17]
- 시문 모음집,《전제 (筌蹄)》

### 편저
- 《호사》 1권
- 《장산후지 (萇山後誌)》
- 《동래승람후지 (東萊勝覽後誌)》

### 작품
- 문수사 풍담대사비(文殊寺 楓潭大師碑)
- 오리 이원익 묘갈명
- 노주 김태일 묘갈명
- 이하진 묘갈명(李夏鎭墓碣銘)
- 소릉문집 서문(少陵文集序文[18])
- 백곡집 서문(柏谷集序) (1686)
- 삭녕군수(朔寧郡守) 이상현(李象賢) 묘갈명, 경기도 광명시 소재
- 충장공 이복남의 시호 상주(上奏) 시장(諡狀)
- 해원군 이건 지문(海原君李健誌文)
- 증좌찬성 행호조판서 이명 신도비(李溟神道碑)의 글씨 (1673), 장단군 판부리 소재, 신도비문은 허목이 짓고 글씨는 윤심(尹深)이 썼는데, 이서우가 비석에 새겼다.
- 심서묘갈명(沈諝墓碣銘), 경기도 안성시 금광면 오흥리 산 31-1번지 심서 묘역 내
- 진사 강석훈[19] 묘갈명(進士姜碩塤墓碣銘)
- 강전(姜琠) 묘갈명, 경기도 파주시 광탄면 용암 해좌 소재
- 초연재문집 서문(超燕齋文集序文)
- 권황 묘비, 통진 명월산 소재
- 김정회 묘갈명, 현재 실전

## 시
도망후기몽(悼亡後記夢)
玉貌依俙看忽無 옥모의희간홀무 / 곱던 모습 희미하게 보일 듯 사라지고
覺來燈影十分孤 각래등영십분고 / 깨어보니 등불만 외롭게 타고 있네
早知秋雨驚人夢 조지추우경인몽 / 가을비 내 꿈 깨울 줄 알았더라면
不向窓前種碧梧 불향창전종벽오 / 창 앞에 벽오동 심지 않았을 것을
단도제 추모 만시(輓詩)
단도제(檀道濟)가 죽어지니 장성이 무너진 듯
이촬(李 (系最))이 죽으니 짧은 팔의 지탱을 뉘 밝히리.
새 무덤을 바라고자 서호로 낯을 돌리니
물빛이랑 산빛에도 슬픔을 못 이기네
안경 - 안경을 처음 끼워보고 지은 시
둥그렇게 다음은 수정 알 한 쌍
눈에 끼면 가는 글씨 파리 대가리만하네
우습다. 옥루(玉樓. 코) 끼여 괴로우니
향로에서 나는 향기를 맡을 수 없네.

## 평가
남인과 북인 내에서는 구경(九經)에 통달한 거유(巨儒)로서 도학군자로 칭송받기도 했다. 당대에 받는 청백리로 도처에 인정비(仁政碑)가 세워져 선정휼민한 치적을 예찬하는 칭송이 자자하였다.
그의 시는 주로 과거 시험 때 짓는 과시를 잘 지었다. 채제공은 그를 남인 시맥의 종장으로 보면서도 원대한 운치는 없다는 평을 남기기도 했다.
정약용은 그의 작품성에 대해 '우리들(남인)의 시맥은 호주 채유후(湖洲 蔡裕後)·동주 이민구(東州 李敏求) 이후로 오직 송곡 이서우가 그 정통을 얻었으나, 성곡의 시논 정교하고 치밀하기만 할 뿐, 원대한 운치가 적다 고 평하였다.

## 가족 관계
청송심씨 부인 외에도 첩이 2명 더 있었다. 동명 김세렴은 그의 셋째 형수의 친정아버지로, 김효원 가문과도 인척간이었다. 한편 외가쪽으로는 이경록의 외종손이고, 인조반정의 공신인 서인 완풍부원군 이서는 그의 외당숙이었다.
- 고조부 : 이감(李戡)
  - 종증조부 : 이희헌(李希憲)
- 증조부 : 이성헌(李成憲, 1534년 - 1601년)
  - 종조부 : 이명남(李命男, 1556년 - 1619년)
- 할아버지 : 이길남(李吉男, 자는 석보(錫甫), 초명은 영남(英男), 1561년 8월 22일 - 1644년 2월 22일)
- 할머니 : 하동정씨(河東鄭氏, 1562년 - 1642년, 정숭조의 증손녀)
  - 백부 : 이경복(李慶復, ? - ?)
  - 백모 : 청주한씨, 교리 한영(韓詠)의 딸

- 아버지 : 이경항(李慶恒, 1601년 1월 12일 - 1643년 10월 17일)
- 어머니 : 전주이씨(全州李氏, 1600년 - 1667년, 효령대군의 7대손 병마절도사 이경유의 딸)
  - 형 : 이덕우(李德雨, ? - 1687년)
    - 조카딸 : 우계이씨(羽溪李氏)
    - 조카사위 : 윤시경(尹時卿, 1642년 ~ 1685년), 윤인함의 증손
    - 조카 : 이일관(李日觀, ? - 1705년 6월 22일, 부사를 역임했다.)

  - 형 : 이가우(李嘉雨, 1621년 11월 12일 - 1646년 3월 14일, 초시에 합격했으나 요절했다. 이조참판에 추증되었다.)
  - 형수 : 선산김씨(善山金氏, 성암 김효원(金孝元)의 증손녀, 동명 김세렴의 딸)
    - 조카 딸 : 우계이씨(羽溪李氏, 1639년[21] ~ ?)
    - 조카사위 : 정중태

  - 형 : 이희우(李喜雨, ? - 1705년 7월 15일, 이조참판)
  - 누이 : 우계이씨(羽溪李氏), 윤득열의 후처
  - 매부 : 윤득열(尹得說, 1597년 - 1656년, 감사, 본관은 파평), 윤사로의 손자 윤수강의 5대손
  - 누이 : 우계이씨(羽溪李氏)
  - 매부 : 이서규(李瑞圭, 1630년 ~ ?, 교관, 별검), 성종왕자 익양군 후손[22]

- 부인 : 청송 심씨(淸松沈氏, 1632년 - 1673년 12월 28일)
  - 아들 : 이정관(李正觀, 1655년 - 1705년?) 반
    - 손자 : 이번(李蕃, 1679년 - ?)
    - 손자 : 이내(李來+田)
    - 손자 : 이여(李畲, 1683년 12월 19일 ~ ?년 10월 13일)
      - 증손 : 이종일(李種一)

    - 손녀 : 우계이씨(羽溪李氏, 1681년 3월 20일 ~ 1760년 4월 9일)
    - 손녀사위 : 신구중(愼龜重, 1682년 11월 10일 ~ 1744년 7월 27일), 거창인
      - 외증손 : 신후담(愼後聃, 1702년 ~ 1761년)

    - 손자 : 이색(李嗇, ? - 1745년 10월 10일)

  - 아들 : 이석관(李碩觀, 1657년 - ?)
  - 며느리 : 강릉김씨, 김만춘(金萬春)의 딸
    - 손자 : 이번(李番, 1686년 3월 21일 ~ ?)[23]
    - 손자 : 이밀(李蜜)

  - 아들 : 이홍관(李弘觀, 자는 중유, 1665년 - 1728년 4월 5일[24])
  - 며느리 : 밀양박씨, 판서 박신규의 딸
    - 손자 : 이심(李審, 1686년 12월 5일 - 1729년 10월 15일)
    - 손부 : 안동권씨, 권집경(權執經)의 딸
    - 손부 : 순흥안씨, 안여천(安如天)의 딸

  - 딸 : 우계이씨(羽溪李氏)
  - 사위 : 윤휘창(尹彙昌, 1654년 ~ ?)
  - 딸 : 우계이씨(羽溪李氏[25], 1661년 ∼ 1754년 4월 28일)
  - 사위 : 강석훈(姜碩塤, 1664년 8월 7일 ∼ 1700년 8월 23일)
    - 외손자 : 강박(姜璞, 호는 국포, 백부 강석번(姜碩蕃)의 양자로 출계
      - 진외증손 : 강필악(姜必岳)
        - 진외고손 : 강세륜(姜世綸, 1761년(영조 37)∼1842년(헌종 8))
        - 진외고손 : 강세백(姜世白, 1748년(영조 24)∼1824년(순조 24))

    - 외손자 : 강순(姜栒, 1687년 - ?)
    - 외손녀 : 진주강씨
    - 외손녀사위 : 남태보(南泰普, 본관은 의령, 부사)

  - 딸 : 우계이씨(羽溪李氏)
  - 사위 : 신명제(申命濟, 1667년 ~ 1721년 2월 28일)

- 부인 : 이름 미상(無名氏, ? - ?)
  - 딸 : 우계이씨(羽溪李氏), 유득공의 외할머니
  - 사위 : 홍이석(洪以錫, 1687년 - 1742년, 이원현감 역임), 유득공의 외할아버지
    - 외손녀 : 남양홍씨
    - 외손녀서 : 유춘(柳瑃, ? - 1752년), 유득공의 아버지
      - 외외증손 : 유득공(柳得恭, 류득공, 1748년 12월 24일(음력 11월 5일) ~ 1807년 10월 1일(음력 9월 1일))

  - 딸 : 우계이씨(羽溪李氏)
  - 사위 : 황팽로(黃彭老, 1681년 - 1741년)

- 첩 : 이름 미상(無名氏, ? - ?)
  - 서자 : 이익관(李翼觀, ? - 1728년 3월 28일)
  - 서며느리: 수혜(守惠)[26]
    - 서손자 : 이금강(李今剛, 1712년 ~ 1728년 3월 29일)
    - 서손녀 : 이두혜(李斗惠)[27]
    - 서손자 : 이철강(李鐵剛, ? ~ 1745년 11월 28일), 이순관의 아들

  - 서녀 : 이순관(李順觀, ? - 1728년)순애(順愛)
  - 서며느리 : 신순애((愼順愛[28],[29])
    - 서손자 : 이철강(李鐵剛), 숙부 이익관의 양자로 출계
    - 서손자 : 이계강(李戒剛)

  - 서녀 : 이씨(李氏)
  - 서녀사위 : 민관효(閔觀孝, ? - 1728년, 민종도의 서자, 민암의 서손자)
  - 서자 : 이현관(李顯觀, ? - 1728년 이전 사망)
  - 서자 : 이관상(李觀上)
    - 서손자 : 이술(李述)
    - 서손자 : 이부(李富)
    - 서손자 : 이자득(李自得)

- 외할아버지 : 이경유(李慶裕, 1562년 - 1620년)
- 외할머니 : 죽산박씨(竹山朴氏), 병절교위 박문좌(朴文佐)의 딸
  - 친외삼촌 : 이정
- 서외조모 : 장흥고씨, 고언명의 서녀
  - 이복 외숙부 : 이기축(李起築, 1589년 - 1645년)
- 외종조부 : 이경록(李慶祿, 1533년 - 1591년)
  - 외당숙 : 이서(李曙, 1580년 - 1637년, 완산부원군, 인조 반정 공신)

- 장인 : 심광위(沈光胃, 본관은 청송)

- 사돈 : 강석번]]((姜碩蕃), 사위 강석훈의 동생
- 사돈 : 민종도(閔宗道, 1633년 - 1693년, 서녀사위 민관효의 아버지)
- 사돈 : 민점(閔點, 1614 ~ 1680)
- 사돈 민암(閔黯, 1636 - 1693)
- 사돈 : 신광원(愼光遠, 첩며느리 신씨의 동기)

- 재종조부 : 이복남(李福男, 1555년 - 1597년)

## 일화
- 그의 호는 송곡으로 문집은 송곡문집이라 하였으나, 숙종 이후 남인이 몰락하면서 세인의 이목을 피하기 위해 송파문집으로 이름을 바꾸어 간행하였다. 송파문집은 그의 외손자인 국포 강박이 자신의 백부 강석번의 양자로 출계하였는데, 강박이 이서우의 문집을 정리했으며, 뒤에 강박의 손자인 강세륜과 강세백[30] 형제가 정리하여 출간하였다.
- 1728년 그의 서자 이익관, 이순관이 이인좌의 난에 가담하여 괘서를 돌렸다가 모반 혐의로 처형되면서 그의 일족들도 연좌되었다.
- 후에 김삿갓은 자신의 시집에 실린 시 '나부(懶婦)'라는 제목의 7언 율시를 지었는데, 이는 송곡 이서우의 시를 자구만 바꾼 것이었다.[31][32]
- 그는 이규보와 목은 이색, 퇴계 이황, 동주 이민구를 높이 평가하였다.

## 기타
일찍이 민점(閔點)이 문형(文衡)을 추천할 때, 권유(權愈)와 이서우(李瑞雨)두 사람을 놓고 얼른 선택을 하지 못하였다. 그래서 명사들이 모인 자리에서 운을 내어 재주를 시험하자, 그가 즉석에서 시를 지어 좌중을 놀라게 하여 문형에 올랐다고 한다.
영남 안찰사 송곡 이서우는 귀임길에 태학사 권유(權愈)를 만나 말하기를, 〈영남 70주에 옛 도리대로 백성을 돌보는 이는 의령의 이사군(李使君) 숭일(이숭일, 이현일의 동생) 뿐이라〉하였다.
그의 생전에 안경이 조선에 처음 유입되었는데, 그는 안경의 생김새를 놀라워하며 이를 묘사한 시를 지어 남기기도 했다.
그는 다양한 스승에게서 학문을 배워 윤선도, 허목, 윤휴, 이민구의 학통을 계승했다. 그 중 갈암 이현일이 지은 몇편의 그의 추도문 중 한 편에는 이서우의 학문 연원이 퇴계 이황에서 유래했음을 강조하기도 했다.
만장(輓章) [이서우(李瑞雨)]

연원은 멀리 퇴계에서 왔고 / 淵源遙自退溪來

풍운처럼 계합하여 초야에서 일어났네 / 契合風雲起草萊

척지의 경륜으로 재상의 자리에 다가갔으나 / 尺地經綸台象逼

노년의 종적은 귀문에서 돌아왔네 / 暮途蹤跡鬼門回

막 수염과 모발이 부로와 같다고 들었는데 / 纔聞髭髮同涪老

홀연히 음용이 야대로 드셨다고 하네 / 忽報音容隔夜臺

오래도록 성남에서 이별할 때의 말씀을 기억하노니 / 長記城南臨別語

동쪽으로 영가를 바라보매 슬픔을 금할 길 없네 / 永嘉東望不勝哀

그의 학문적 연원은 스승 중 허목과 윤휴가 한강 정구의 학통을 계승했고, 한강 정구는 퇴계 이황의 문인이면서 남명 조식의 문인이었다.
시문은 주로 만당, 송, 원나라의 시와 조선의 고시를 배우는 한편 이백 등의 시를 모범으로 삼으려 했다. 이규보, 이색의 시에서도 영향을 받았고, 윤선도, 이민구의 시에서도 영향을 받았다. 그밖에 아버지 이경항이 임숙영의 문인인 점으로 임숙영의 시에도 관심을 가졌고, 교유하던 친구 신선함의 아버지 신유(申濡)의 시에서도 영향을 받았다. 그 중 이서우는 동주 이민구를 가장 높이 평가하였다.

### 바둑
송곡(松谷) 이서우(李瑞雨)는 젊어서 바둑을 둘 줄 몰랐다. 그러나 바둑을 둘줄 몰라 여러 번 패한 것을 분하게 여기고 스스로 독학하여 바둑을 익혔다.
그는 처음에 바둑을 잘 두는 자를 찾아가 바둑을 두었는데 열여섯 집 차로 졌다. 세 판을 두었는데도 불구하고 한판도 이기지 못하자 분함을 이기지 못하고 돌아와서는 종이에 바둑판을 그려 들보에 매달아 놓고 누워서 쳐다보았다. 이틀만에 다시 바둑을 잘 두는 자를 찾아가 도리어 열여섯 집 차로 이겼다. 그 뒤로 그는 바둑의 달인이 되었다 한다.

## 같이 보기
| - 남인 - 예송 - 경신환국 - 기사환국 - 갑술환국 - 이경항 - 이경록 - 심광위 - 김태일 - 김세렴 - 김효원 - 이복남 - 이담명 - 이경유 - 이경록 - 신후담 - 강박 - 김석주 - 이가우 - 유형원 | - 허견의 옥사 - 허목 - 민암 - 민종도 - 민장도 - 윤휴 - 윤선거 - 윤선도 - 이수경 - 이현일 - 윤증 - 이익 - 이기축 - 김수항 - 김수흥 - 김익훈 - 송준길 - 이담명 - 채팽윤 - 류득공 | - 대북 - 김세렴 - 김효원 - 이서 - 이민구 - 송시열 - 이원정 - 희빈 장씨 - 김춘택 - 강박 - 이인좌의 난 |

## 참고 문헌
- 숙종실록
- 국조방목
- 국조인물지
- 연려실기술
- 명지록

## 참고 자료
- 이문열, 《선택》(민음사, 1997)
- 정민, 《미쳐야 미친다:조선 지식인의 내면 읽기》 (푸른역사, 2004)
- 이가원, 《李朝名人列傳》 (을유문화사, 1965)
- 부유섭, 〈송곡(松谷) 이서우(李瑞雨)의 삶과 시〉, 한국한시학회, 《한국한시작가연구, 제12권》 (한국한시학회, 2008) pp. 171~204
- 임미정, 《송곡 이서우의 시문학 연구》(연세대학교 대학원, 2007)
- 이종찬, 김갑기 공편, 《조선후기 한시 작가론 1》(이회문화사, 1998)
- 신봉승, 《조선왕조 500년:19. 장희빈》 (금성출판사, 2010)
- 우계이씨판서공파종중, 《송파집 상, 하》 (우계이씨판서공파종중, 2005)
- 김달진 역, 《한국 한시 2》 (민음사, 1989)
- 안대회, 《한국 한시의 분석과 시각》 (연세대학교출판부, 2000)
- 안대회, 《고전 산문 산책: 조선의 문장을 만나다》 (휴머니스트, 2008) 467페이지
- 한국한시학회, 《한국 한시작가연구 12》(태학사, 2008)
- 강석근, 〈송곡 이서우(松谷 李瑞雨)의 유배시 연구(流配詩 硏究)〉, 한서대학교 동양고전연구소, 《동방학 제42집》 (한서대학교 동양고전연구소, 2020)
- 권경록, 〈松谷李瑞雨의 「赤壁賦集字各體四十首」에 나타난 流配의 재현과 그 의미〉, 동양한문학회, 《동양한문학연구 48집》 (동양한문학회, 2017)
- 심경호, 〈18세기 중･말엽의 南人문단〉, 서울대학교 국문학연구회, 《국문학연구》 (태학사, 1997)